# Corycaeus dahli
Corycaeus dahli is een eenoogkreeftjessoort uit de familie van de Corycaeidae. De wetenschappelijke naam van de soort is voor het eerst geldig gepubliceerd in 1957 door Tanaka.